# 志賀美沙
志賀 美沙（しが みさ、旧姓：小中、1988年2月19日 - ）は、日本の女子水球選手で、水球女子日本代表。京都府出身。東京女子体育大学卒業、藤村所属。夫の志賀諭も元水球日本代表で、同じく日本代表の志賀光明は義弟に当たる。

## 略歴
2014年9月、韓国の仁川で開かれたアジア大会水球競技に日本代表として出場し、銀メダル獲得。